# Pomnik Obrońców Poczty Polskiej w Gdańsku
Pomnik Obrońców Poczty Polskiej – pomnik na cześć uczestników obrony 1 września 1939 Poczty Polskiej w Gdańsku, według projektu Krystyny Hajdo-Kućmy i Wincentego Kućmy (główny projektant), odsłonięty 1 września 1979 (w czterdziestą rocznicę wybuchu II wojny światowej) na placu Obrońców Poczty Polskiej w Śródmieściu Gdańska. Został ufundowany przez Pocztę Polską. Pomnik przedstawia umierającego pocztowca, któremu bogini zwycięstwa Nike podaje karabin, a z otwartej torby pocztowej wysypują się listy. Postacie wkomponowane są w stylizowane fale morskie zwieńczone gołębiami pokoju.

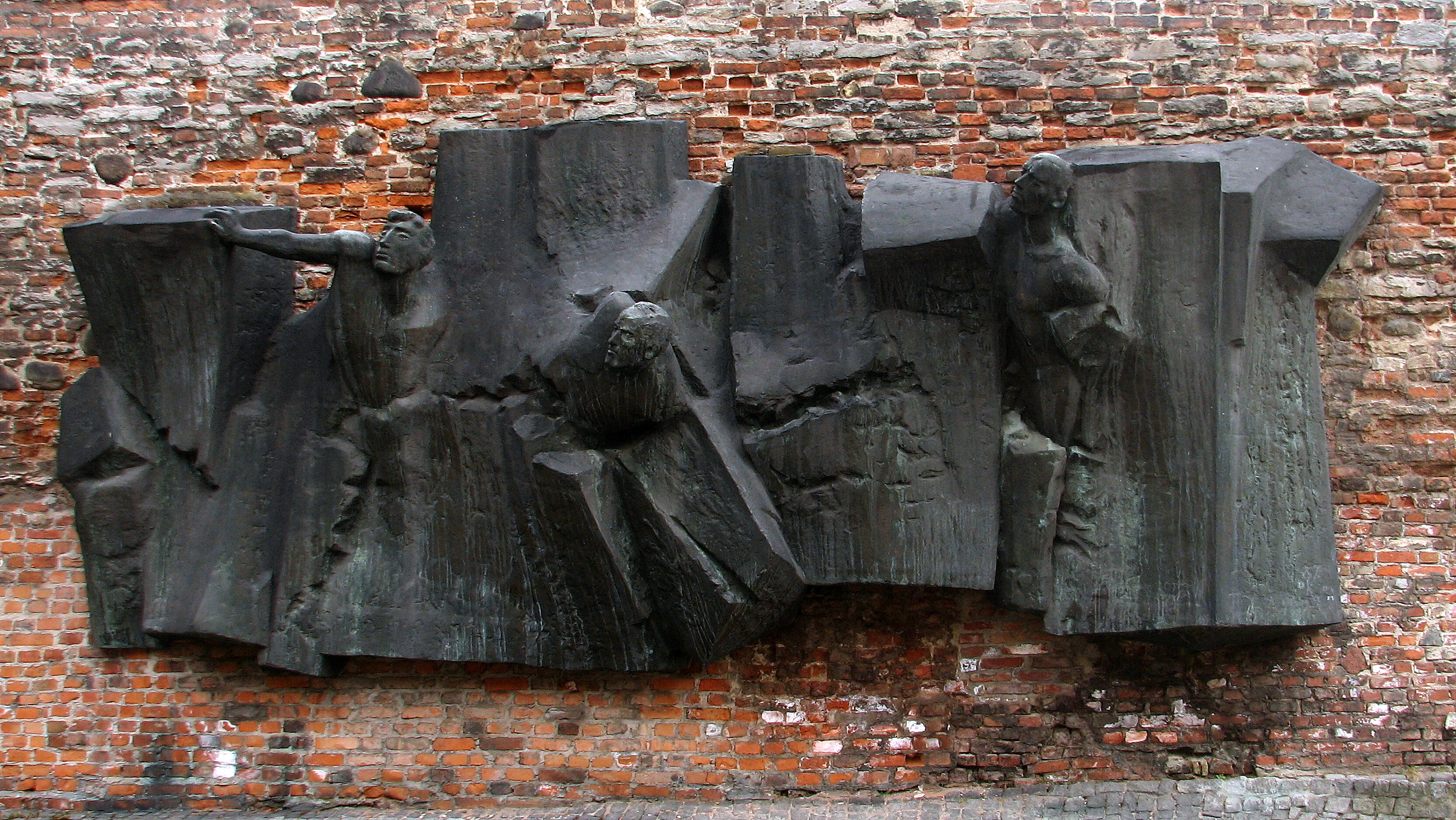
Brązowe epitafium na murze

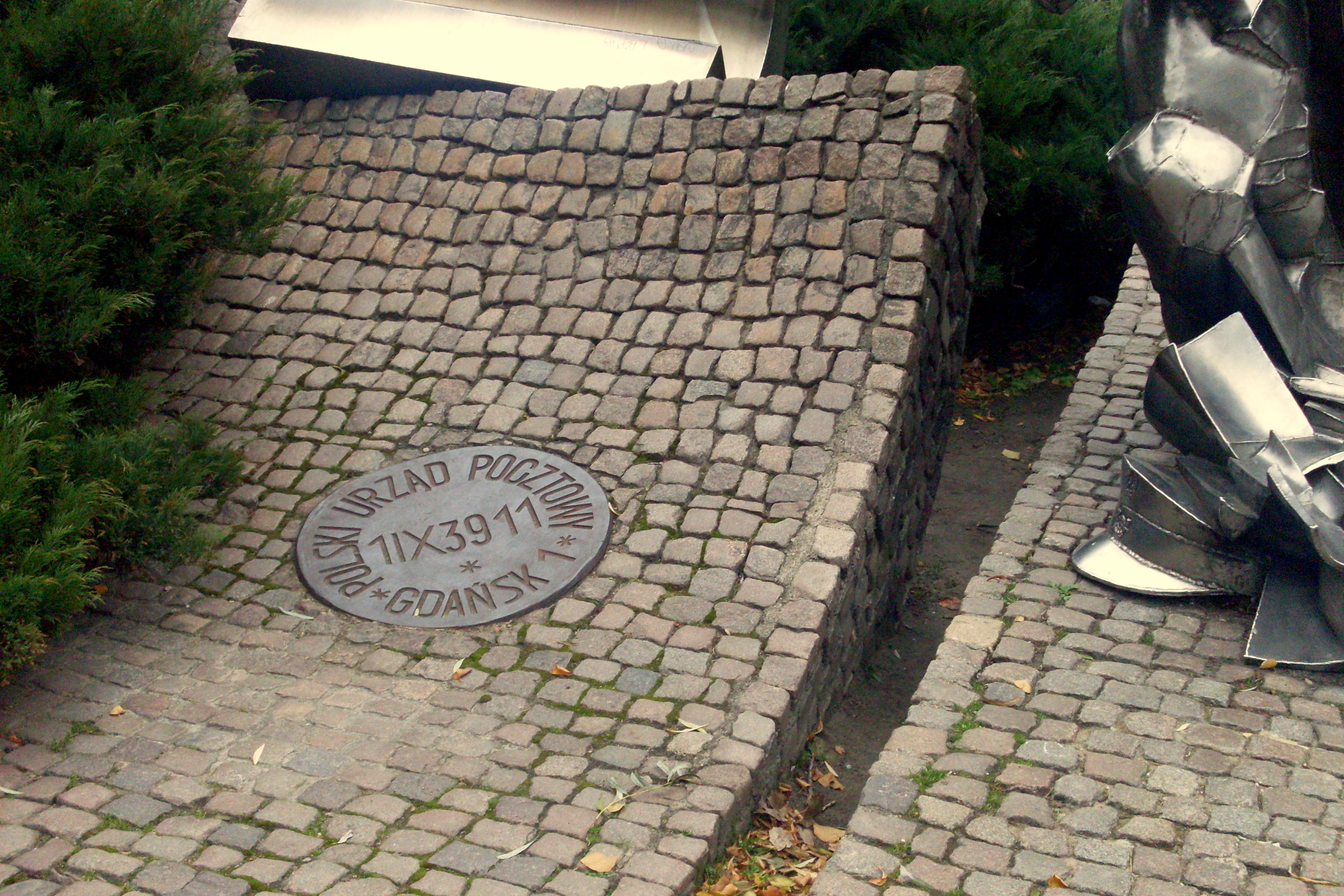
Fragment pomnika – stempel pocztowy z datą 1 września 1939

Pomnik został wykonany ze stali nierdzewnej. W realizacji projektu oprócz samego autora i jego krakowskich współpracowników uczestniczyła także 15-osobowa grupa robotników Gdańskich Zakładów Rafineryjnych, którzy pomagali kształtować ten bardzo trudny materiał. Wraz z pomnikiem odsłonięto umieszczone na murze dawnego dziedzińca poczty epitafium – płaskorzeźbę z brązu, której autorami są Maria i Zygfryd Korpalski. Odsłonięcia pomnika dokonał I sekretarz Komitetu Centralnego PZPR Edward Gierek.
Według zamysłu projektanta pomnik stanowi element tryptyku złożonego także z częstochowskiego pomnika poległych za ojczyznę (1985) oraz warszawskiego pomnika powstania warszawskiego (1989).